# زمین‌لرزه کلمبیا
زمین‌لرزه کلمبیا ممکن است به یکی از موارد زیر اشاره داشته باشد:
- زمین‌لرزه دسامبر ۱۹۷۹ کلمبیا
- زمین‌لرزه ۱۹۲۳ کلمبیا
- زمین‌لرزه ۱۹۸۱ کلمبیا
- زمین‌لرزه ۱۹۹۲ کلمبیا
- زمین‌لرزه ۱۹۹۱ کلمبیا
- زمین‌لرزه ۱۹۶۱ کلمبیا
- زمین‌لرزه نوامبر ۱۹۷۹ کلمبیا
- زمین‌لرزه ۲۰۰۸ کلمبیا
- زمین‌لرزه ژوئیه ۱۹۶۷ کلمبیا
- زمین‌لرزه ۱۹۶۲ کلمبیا
- زمین‌لرزه ۱۹۱۷ کلمبیا
- زمین‌لرزه ۱۹۷۰ کلمبیا
- زمین‌لرزه ۱۹۸۳ کلمبیا
- زمین‌لرزه ۱۹۹۴ کلمبیا
- زمین‌لرزه ۱۹۹۵ کلمبیا
- زمین‌لرزه ۱۹۳۶ کلمبیا
- زمین‌لرزه فوریه ۱۹۶۷ کلمبیا